# V-beam
Als V-beam wird eine Anordnung von zwei Antennen an einem Radargerät bezeichnet, mit der es auch einem 2D-Radar möglich ist, eine zusätzliche Höhenbestimmung, also eine dritte Koordinate zu messen. Technische Voraussetzung ist eine Konstruktion von einem Radarantennenpaar, bei denen eine Antenne um etwa 15° bis 30° gegenüber der horizontalen Ebene gedreht ist. Beide Antennen formieren ein Fächer- oder ein Cosecans²-Diagramm und werden durch Sende-Empfangsanlagen unterschiedlicher Frequenz gespeist. Die unterschiedliche Frequenz ist eine Voraussetzung, dass die Radardaten beider Antennen sauber getrennt werden können.

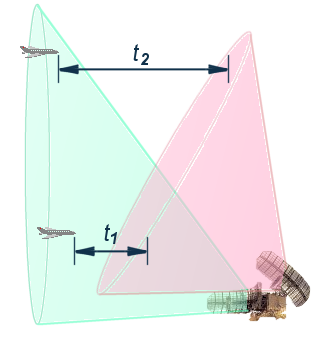
Prinzip der Höhenbestimmung mit einem V.beam

Beide Flugzeuge werden gleichzeitig durch das von der horizontalen Antenne abgestrahlte Diagramm erfasst, welches Seitenwinkel und Schrägentfernung bestimmt. Das hochfliegendes Flugzeug wird aber durch das zweite, hier um 30° geschwenkte Antennendiagramm etwas später aufgefasst, als das tieffliegende Flugzeug. Beide Echos werden in unterschiedlicher Intensität (Helligkeit) auf einem PPI-Sichtgerät dargestellt. Jedes Ziel wird also durch zwei Zielzeichen auf dem PPI-Sichtgerät dargestellt. Das hellere Zielzeichen von der unteren Antenne ist die Position des Flugzeuges und der seitenwinkelmäßige Abstand des dunkleren Zielzeichens (Echo von der oberen Antenne) daneben ist das Maß für dessen Höhenwinkel.
Auf diese Weise wird auch auf einem PPI-Sichtgerät eine zusätzliche Höhenbestimmung ermöglicht. Diese Technologie wurde schon bei dem Russischen Radargerät P-20 „Periskop“ (NATO designator: „TOKEN“) verwendet, welches im Jahre 1949 in die Bewaffnung der ehemaligen Sowjetarmee eingeführt wurde.
Mit der Einführung von Plotextraktoren, die eine digitale Zielbearbeitung und -darstellung ermöglichen, erhielt diese Methode eine Renaissance. Das russische Flugsicherungsradar 1L117M erhielt wieder diese typische V-förmige Antennenkonstruktion.